# Optimates
Optimates (del latín optimātes, «los óptimos» o «los mejores»; singular: optimas), también llamados boni («hombres buenos»), es un apelativo aplicado a políticos, grupos políticos, tradiciones, estrategias o ideologías en la República romana tardía. Existe una «acalorada discusión académica» sobre si los romanos habrían reconocido un contenido ideológico o una división política en la etiqueta. 
Los optimates constituyeron la facción aristocrática de la República romana tardía. Deseaban limitar el poder de los populares (del latín para «partidarios del pueblo», singular popularis; nucleados en las asambleas populares romanas) y aumentar el del Senado romano, y el poder de nobiles(familias nobles) y se opusieron a la ascensión de los «hombres nuevos» (plebeyos, romanos normalmente nacidos en las provincias, cuyas familias no tenían ancestros ilustres) dentro de la política romana y a los popularii o «patronos de la plebe».
Los optimates han sido vistos como partidarios de la autoridad continuada del senado, políticos que operaban principalmente en el senado, u opositores de los populares.
Por su parte, los populares que eran vistos como centrados en operar ante las asambleas populares. Los optimates dieron un golpe de Estado en el año 81 tras marchar sobre Roma. El líder de los optimates Sila celebró su triunfo y adoptó el cognomen Félix (afortunado). Se estableció como dictador en el año 81 a. C. y a diferencia de en ocasiones anteriores, por un periodo indefinido.Los primeros años del régimen silano fueron especialmente sangrientos, se cometieron miles de ejecuciones de sus enemigos políticos. Sila a petición de uno de sus múltiples seguidores horrorizados por la multitud de la masacre creó una lista de los condenados a muerte que colgó en el Foro, en la que se incluía a todos los líderes del régimen de los Marios. Las propiedades de los condenados fueron confiscadas y a sus hijos y nietos se les prohibió presentarse a cargo público.
Las propiedades confiscadas eran vendidas en subastas, donde los seguidores de Sila las compraban a precios desorbitadamente bajos, llevando a cabo una política basada en arruinar a sus enemigos y enriquecer a sus seguidores.Se redactaron más listas que sucedieron a la primera, en las que se incluyeron miles de nombres. En los listados comenzaron a incluirse nombres de ciudadanos sin vinculación alguna con los Marios, pero cuyas propiedades y estatus los convirtieron en objetivos para las expropiaciones, y sus posesiones eran compradas fácilmente por los acérrimos seguidores de Sila. Uno de los partidarios silanos que mayor provecho sacó de esta situación fue Craso que se convirtió en poco tiempo en unos de los ciudadanos más ricos de Roma 
En política Sila se dedicó a dar todo el poder al Senado y a disminuir la influencia y el poder de todo lo que contribuyese al detrimento de la autoridad del Senado, reduciendo notablemente los poderes de los tribunos. Designó nuevos senadores todos ellos senadores conservadores También dobló el tamaño del senado aumentando el número de senadores instalando en sus puestos a familiares y amigos hasta los 600 e incluyó entre ellos a numerosos équites, reforzando los lazos entre los terratenientes (senadores) y los comerciantes (équites).
Referencias a los optimates y populares se encuentran en los escritos de los autores romanos del siglo I a. C. La distinción entre los términos se establece más claramente en el Pro Sestio de Cicerón, un discurso pronunciado y publicado en el año 56 a. C., en el que contrapone los dos adjetivos.
Además de perseguir los objetivos políticos anteriormente descritos, los optimates se opusieron a la extensión de la ciudadanía romana a territorios situados fuera de la península itálica e incluso a nacidos en la misma. Favorecieron tipos de interés altos, se opusieron a la expansión de la cultura helenística dentro de la sociedad romana y soldados licenciados, creyendo que así, era menos probable que apoyasen a sectores rebeldes.
Los optimates alcanzaron su hegemonía durante la dictadura de Lucio Cornelio Sila Felix (81 a. C.-79 a. C.). Este volvía desde Oriente tras derrotar al rey Mitrídates VI, obligándole a firmar la Paz de Dárdanos en 86 a. C. Su vuelta a Italia precipitó la primera guerra civil (88-81 a. C.), en la que derrotó a los líderes populares Cneo Papirio Carbón y Cayo Mario el Joven.
Durante su mandato, las asambleas populares fueron despojadas de casi todo su poder, el Senado pasó de 300 a 600 miembros, miles de soldados ocuparon el norte de la península itálica y miembros de la facción popular fueron ejecutados mediante las listas de proscritos. No obstante, tras la renuncia y muerte de Sila, muchas de sus políticas fueron congeladas.
Con la publicación de Römische Geschichte (Historia de Roma) en la década de 1850, el historiador alemán Theodor Mommsen estableció la interpretación duradera y popular de que los optimates y los populares representaban partidos políticos, que él comparaba implícitamente con los partidos liberales y conservadores alemanes de su propia época. El paradigma de Mommsen, sin embargo, ha sido criticado por varias generaciones de historiadores, primero por Friedrich Münzer, y después por Ronald Syme, quienes consideraban que la política romana estaba marcada por ambiciones familiares e individuales, y no por partidos. Otros historiadores han señalado [cita requerida]la imposibilidad de aplicar tales rótulos a muchos individuos, que podían pretender ser popularis u optimas según les conviniera; las carreras de Druso o Pompeyo son, por ejemplo, imposibles de encajar en un «partido». El uso antiguo tampoco era nada claro: incluso Cicerón, a la vez que relacionaba a los optimates con la aristokratia (ἀριστοκρατία) griega, también utilizaba la palabra populares para describir la política que fuera «completamente compatible con... un comportamiento aristocrático honorable».
En consecuencia, los historiadores modernos no reconocen ningún «partido político coherente» ni bajo la denominación de populares ni bajo la de optimates. esos rótulos se prestan fácilmente a la comparación con una división moderna entre izquierda y derecha. Interpretaciones democráticas de la política romana, sin embargo, han impulsado una revaluación que atribuye a las etiquetas una tendencia ideológica – por ejemplo, que los populares creen en la soberanía popular.